# Miroslav Cerar
Miroslav Cerar (ur. 28 października 1939 w Lublanie) – jugosłowiański gimnastyk (Słoweniec). Trzykrotny medalista olimpijski. Ojciec Miro Cerara
W pierwszej połowie lat 60. należał do grona najlepszych gimnastyków świata. Największe sukcesy osiągał na koniu z łękami, dwukrotnie w tej konkurencji zdobywał złoto igrzysk olimpijskich. Trzykrotnie był mistrzem świata w tej konkurencji (1962, 1966 i 1970), raz triumfował na poręczach (1962). Pierwszy medal – brązowy – mistrzostw świata zdobył w 1958, brał udział w IO 68. Wielokrotnie stawał na podium mistrzostw Europy (złoto w wieloboju w 1961 i 1963).
W 1999 został uhonorowany miejscem w Hall of Fame Gimnastyki.

## Starty olimpijskie (medale)
Tokio 1964
- koń z łękami –  złoto
- drążek –  brąz

Meksyk 1968
- koń z łękami –  złoto